# مائوریتزیو تورونه
مائوریتزیو تورونه (انگلیسی: Maurizio Turone؛ زادهٔ ۲۷ اکتبر ۱۹۴۸) بازیکن فوتبال اهل ایتالیا است.
از باشگاه‌هایی که در آن بازی کرده‌است می‌توان به باشگاه فوتبال جنوآ، باشگاه فوتبال آ.ث. میلان، باشگاه فوتبال آ.اس. رم، و باشگاه فوتبال بولونیا اشاره کرد.